# Arturo Lona Reyes
Arturo Lona Reyes (Aguascalientes, 1 november 1925 – Lagunas (Oaxaca), 31 oktober 2020) was een Mexicaans geestelijke en een bisschop van de Rooms-Katholieke Kerk.
Lona Reyes werd op 15 augustus 1952 priester gewijd. Hij werd vicaris in Huejutla. Op 4 mei 1971 werd hij benoemd tot bisschop van Tehuantepec, in de staat Oaxaca; zijn bisschopswijding vond plaats op 15 augustus 1971. Lona Reyes stond bekend als vurig aanhanger van het Tweede Vaticaans Concilie en voorstander van een op het volk gerichte kerk. Hij was een aanhanger van de bevrijdingstheologie.
Lona Reyes was even populair als omstreden. Lona Reyes stond bekend als aanhanger van de Arbeiders-, Boeren- en Studentencoalitie van de Istmus (COCEI) die in de plaats Juchitán zich verzette tegen het autoritaire karakter van zowel de federale als lokale autoriteiten. Door tegenstanders werd hij van marxisme beschuldigd, en werd er beweerd dat hij guerrillabewegingen steunde en betrokken was bij wapensmokkel, beschuldigingen waar nooit bewijs voor is geleverd. In 1995 overleefde hij een aanslag op zijn leven.
In 1998 werd Lona Reyes door de kerkelijke autoriteiten gevraagd af te treden, officieel wegens zijn leeftijd maar volgens Lona Reyes zelf wegens zijn steun voor de bevrijdingstheologie, waarna hij uithaalde naar paus Johannes Paulus II en apostolisch nuntius Girolamo Prigione en hun verweet nooit enige steun te hebben ontvangen bij zijn bescherming van de armen en onderdrukten. Drie jaar later ging hij alsnog met emeritaat.
Lona Reyes overleed in 2020 op 94-jarige leeftijd, 1 dag voor zijn 95e verjaardag.